# Михаил (Габричидзе)
Епи́скоп Михаи́л (груз. მეუფე მიქაელი, в миру Мамука Гивиевич Габричидзе, груз. მამუკა გივის ძე გაბრიჭიძე; 25 января 1966, Чиатура, Грузинская ССР) — епископ Грузинской православной церкви, епископ Тианетский и Пшав-Хевсуретский (с 2013).

## Биография
С 1987 года он был бас-гитаристом грузинской рок-группы Memento Mori
В 1993 году стал послушником. 2 апреля 1994 года в кафедральном соборе Светицховели был пострижен в монашество с именем Михаил в честь архистратига Михаила. В конце мая того же года отправлен духовником в монастырь святой Нино в селе Пока.
1 июня 1996 года был рукоположён в сан иеродиакона. 13 ноября того же года был рукоположён в сан иеромонаха.
23 мая 1997 года Католикосом-Патриархом Илией II возведен в сан архимандрита.
11 октября 2013 года решением Священного Синода Грузинской православной церкви был избран епископом Тианетским и Пшав-Хевсурским.
20 октября того же года в кафедральном соборе Светицховели последовало его епископское рукоположение, которое возглавил католикос-патриарх всея Грузии Илия II.
4 мая 2015 года принимал участие в праздновании 1150-летия крещения Болгарии.